# Alula Pankhurst
Alula Pankhurst (Londra, 1962) è un antropologo, professore universitario, nonché consulente per lo sviluppo sociale britannico, il cui obiettivo principale è l'Etiopia e gli Studi etiopi. Ha lavorato in Etiopia per molti anni in numerose posizioni, tra cui professore associato di antropologia presso Università di Addis Abeba e come direttore nazionale per Young Lives.

## Carriera
Pankhurst si è laureato all'Università di Oxford e ha conseguito un MA (1986) e un PhD (1989) in Antropologia Sociale presso l'Università di Manchester. Ha forti legami con l'Etiopia; sua nonna Sylvia Pankhurst era una sostenitrice dell'Etiopia durante la seconda guerra mondiale e suo padre Richard Keir Pethick Pankhurst ha vissuto e lavorato in Etiopia per decenni. Il nome di Pankhurst è in onore di Ras Alula, un famoso leader etiope. Pankhurst ha condotto una varietà di studi e progetti per conto di vari gruppi come la Banca mondiale, l'IrishAid, l'Organizzazione per la Ricerca sulle Scienze Sociali nell'Africa Orientale e Meridionale e l'International Livestock Center for Africa.

## Pubblicazioni
Pankhurst ha pubblicato numerosi libri e articoli accademici e professionali. Gli argomenti comprendono la pacificazione tradizionale e la riconciliazione, le questioni della migrazione interna e del reinsediamento, la povertà, l'AIDS, le associazioni funebri e l'accesso alle risorse naturali. In Peripheral People ha affermato che le persone emarginate in Etiopia sono talvolta considerate "persone non reali". Il gruppo fuga è stato identificato come uno di questi e ai membri non è stato permesso di partecipare all'amministrazione sociale e politica della loro comunità.

## Pubblicazioni parziali
- Girke, Felix e Alula Pankhurst, Evoking Peace and Arguing Harmony: An Example of Transcultural Rhetoric in Southern Ethiopia [Evocare la pace e discutere l'armonia: un esempio di retorica transculturale nell'Etiopia meridionale], The Rhetorical Emergence of Culture, New York, Oxford: Berghahn Book, C. Meyer e F. Girke, 2011.
- Pankhurst, Alula. 1999. "Casta" in Africa: le prove dall'Etiopia sudoccidentale riconsiderate. Africa 69: 485–509.
- Pankhurst, Alula. 2008. The emergence, evolution and transformations of iddir funeral associations in urban Ethiopia (L'emergere, l'evoluzione e le trasformazioni delle associazioni funebri iddir nell'Etiopia urbana). Journal of Ethiopian Studies 41(1-2): 143–186.
- Pankhurst, Alula. 2006. A peace ceremony in Arbore, pp. 247–68 in Ivo Strecker and Jean Lydal ed. The Perils of Face: Essays on cultural contact, respect and self-esteem in southern Ethiopia. (Una cerimonia di pace ad Arbore, pp. 247–68 in Ivo Strecker e Jean Lydal ed. I pericoli del viso: Saggi sul contatto culturale, il rispetto e l'autostima nell'Etiopia meridionale.) Münster: Litt Verlag.
- Pankhurst, Alula. 2004. Social exclusion and cultural marginalisation: minorities of craftworkers and hunters in Ethiopia in A. Bohnet and M. Hoher eds. The Role of Minorities in the Development Process. (Esclusione sociale ed emarginazione culturale: minoranze di artigiani e cacciatori in Etiopia in A. Bohnet e M. Hoher eds. Il ruolo delle minoranze nel processo di sviluppo.) Frankfurt: Peter Lang, pp. 85–128.
- Pankhurst, Alula. 2003. Research on Ethiopian societies and cultures during the second half of the Twentieth Century. (Ricerca sulle società e le culture etiopi della seconda metà del Novecento.) Journal of Ethiopian Studies 35: 1-60.